# Atti dei santi Nereo e Achilleo
Gli Atti dei santi Nereo e Achilleo sono un'opera anonima del V o VI secolo che narra in chiave leggendaria episodi della vita e del martirio dei santi Nereo e Achilleo, ma anche di molti altri santi che il documento mette in relazione con questi.

## Origine e edizioni
Il documento esiste in greco e in latino. Nel prologo, il testo latino si presenta come una traduzione ed è considerato come un prodotto del VII secolo basato su un originale greco del V o VI secolo. Però L. Schaeffer espone argomenti, che Alberto Ferreiro considera persuasivi, ma che altri rigettano, per considerare che il testo latino è l'originale.
Il titolo della versione greca è Μαρτύριον τοῦ Ἁγίου Νηρέου καὶ Αχιλλέου (Martirio dei santi Nereo e Achilleo). In latino si adopera generalmente il titolo Acta SS. Nerei e Achillei (Atti dei santi Nereo e Achilleo), come nelle edizioni standard di Hans Achelis (1893) e Albrecht Wirth (1890).
Il testo greco è accessibile nel sito Internet dell'Università di Salonicco.
Esistono due edizioni anteriori del testo in latino, ognuna delle quali è stata stampata più volte:
- L'edizione di Lorenzo Surio (Colonia 1518)
- L'edizione di Godfried Henschen e Daniel van Papenbroeck, Bollandisti (Anversa 1680).

Generalmente, le differenze fra queste due edizioni sono verbali, non di sostanza. Surio afferma esplicitamente avere migliorato la latinità del testo incontrato nei manoscritti. Però in un luogo il testo di Surio (nos infantulos emit = ci comprò quando eravamo ancora bambini) corrisponde alla versione greca (παιδία ἡμᾶς ὑπάρχοντας ὠνήσατο) meglio che il testo dei Bollandisti (nos in famulos comparavit = ci acquistò per essere dei servi).

## Riassunto del contenuto
L'autore degli Atti dei santi Nereo e Achilleo dice di avere raccolto i martirii della propria provincia e di voler trattare prima della nobilissima vergine Domitilla, nipote dell'imperatore Domiziano.
Narra che questa Domitilla aveva due eunuchi cubicularii (camerieri al servizio della camera da letto) chiamati Nereo e Achilleo e guadagnati per Cristo da san Pietro. Quei due, nel vedere la loro padrona vestirsi riccamente per le sue nozze, le dicono che, se invece di ornarsi tanto il corpo per essere sposata con Aureliano, figlio di un console, si dedicasse ad ornare l'anima, potrebbe avere come sposo il Figlio immortale di Dio. Con lunghi discorsi, che occupano tutta la prima parte degli Atti, trattano degli svantaggi del matrimonio e dei benefici della verginità.
All'inizio Domitilla solleva obiezioni, ma poi accetta l'argomentazione dei suoi eunuchi e desidera ricevere il velo di consacrazione alla verginità. Nereo e Achilleo vanno dal vescovo Clemente e gli dicono di essere stati acquistati come servi dalla madre di Domitilla, Plautilla, sorella del console Clemente, fratello germano del padre del vescovo. Plautilla, convertita al cristianesimo dall'apostolo Pietro, fece battezzare anche sua figlia e i suoi eunuchi ed è morta nello stesso anno, l'anno pure nel quale Pietro è stato martirizzato. Dopo avere sentito come i due eunuchi aveva convertito la loro padrona alla vita di verginità, il vescovo va da Domitilla e le impone il velo di consacrazione. Il fidanzato, Aureliano, furioso per essere stato rigettato, ottiene dall'imperatore Domiziano che Domitilla, se non rinuncia al cristianesimo, sacrificando agli dei, sia relegata all'isola di Ponza, nella speranza che lì cambierà idea.
Si racconta poi, nella forma di una corrispondenza fra Nereo e Achilleo, al servizio di Domitilla nell'isola, e il figlio del prefetto della città di Roma, varie storie sui conflitti fra san Pietro e Simone Mago e sulla figlia di san Pietro Petronilla, guarita da suo padre e rimessa nella paralisi nello stesso giorno, e che più tardi, di nuovo guarita, promette a un nobile romano di nome Flaccus, che la desidera come moglie, che verrà da lui dopo tre giorni, durante i quali essa prega, digiuna e muore, così che gli viene portata cadavere.  Flaccus allora trasferisce le sue attenzioni ad un'altra cristiana, Felicola, che però preferisce morire martire. Flaccus poi condanna a morte il sacerdote san Nicomede per avere sepolto il corpo di Felicola.
Aureliano cerca con doni di persuadere Nereo e Achilleo di indurre Domitilla a desistere dal suo intento, ma non ci riesce. Allora li fa trasportare da Ponza a Terracina, dove sono duramente torturati e, poiché dicono che, essendo stati battezzati da san Pietro, non possono in alcuna maniera sacrificare agli idoli, vengono decapitati. Un loro discepolo ruba i loro corpi, li porta a Roma e li seppellisce accanto al sepolcro di Petronilla. (Solo in questo contesto gli Atti danno a Domitilla il nome "Flavia Domitilla").
Informato che è ancora maggiore l'influsso che esercitano su Domitilla altri tre cristiani, Eutyches, Victorinus e Maro, Aureliano ottiene dal nuovo imperatore Nerva che questi gli siano dati come schiavi, se non vorranno sacrificare agli idoli. Dopo il loro rifiuto di sacrificare, li mette a fare duri lavori nelle sue tenute. Lì essi fanno miracoli di guarigione e convertono molta gente al cristianesimo. Con l'intento di schiacciare Maro, gli si mette sulle spalle una enorme pietra, che solo con difficoltà settanta uomini riescono a muovere adoperando una carrucola, ma Maro la porta facilmente al luogo distante due miglia, dove egli solitamente prega, miracolo al quale fa seguito la conversione e il battesimo del popolo della provincia. Infine tutti e tre sono uccisi.
Aureliano fa trasferire Domitilla da Ponza a Terracina e la mette in contatto con due sue sorelle di latte e con i loro fidanzati Sulpicio e Serviliano. Invece di lasciarsi influenzare da essi, Domitilla con la sua predicazione e i suoi miracoli li converte tutti al cristianesimo e alla rinuncia al matrimonio. Allora Aureliano decide di usare la violenza. Rinchiude Domitilla in una camera e si mette a danzare per la gioia. Balla continuamente per due giorni e due notti e alla fine cade morto. Terrorizzati da tale avvenimento, tutti diventano credenti. Ma l'imperatore Traiano autorizza Luxurius, fratello del defunto Aureliano, a punirli a volontà se non sacrificheranno agli dei. Luxurius fa decapitare Sulpicio e Serviliano a Roma, poi va a Terracina, dove fa morire Domitilla e le sue sorelle di latte, incendiando la camera dove dormono.

## Opinioni sul valore storico del documento
Gli scavi archeologici che hanno portato alla luce la tomba di Nereo e Achilleo e l'iscrizione del IV secolo confermano il martirio dei due santi ma non le storie leggendarie raccontate negli Atti dei santi Nereo e Achilleo.
Questa opera è stata definita spuria, fantastica e "bizzarra leggenda (che) non merita nessuna fede".
Philippe Pergola dice: "La narrazione è romanzata al punto in cui non è possibile darle un valore storico affidabile per tutte le informazioni che non siano già verificate altrove. Gli elementi addizionali di questo testo sono per lo più contraddittori o implausibili, nei riguardi sia di Flavia Domitilla sia degli altri personaggi noti anche grazie a documenti più sicuri".